# Давидович Анатолій Миколайович
Анатолій Миколайович Давидович (біл. Анато́ль Мікала́евіч Давідо́віч азерб. Anatóli Nikoláyeviç Davidóviç 28 березня 1965 , с. Скабін, Копильська сільрада, Копильський район, Мінська область, Білоруська РСР — 13 червня 1992 , Баку) — військовослужбовець радянської, потім — азербайджанської армії, майор, Національний Герой Азербайджану (1992, посмертно).

## Біографія
Народився в сім'ї військовослужбовця У дитинстві переїхав із батьками в м. Слуцьк. У 1982 році закінчив середню школу № 10 м. Слуцька і вступив до Сумського вищого артилерійського командного двічі Червонопрапорного училища ім. М. В. Фрунзе (м. Суми, Україна). Після його закінчення служив у Збройних Силах СРСР: у Групі радянських військ у Німеччині, з 1989 року — в Азербайджані: начальник штабу артилерійського полку Червонопрапорного Закавказького військового округу (з грудня 1991 року — Збройних Сил СНД). Полк, де служив Анатолій, дислокувався в місті Гянджа.
На початку 1992 року капітан А. Давидович перейшов на службу до лав Збройних сил Азербайджанської Республіки. Наказом міністра оборони Азербайджану йому було присвоєно звання майора. У березні того ж року 27-річний офіцер-артілерист приступив до служби. Був начальником артилерійського штабу № 930, займався підготовкою артилеристів.
Під час азербайджано-вірменського збройного конфлікту брав участь у бойових діях із захисту суверенітету та територіальної цілісності Азербайджану. 9 червня 1992 року в Агдамському районі йшли кровопролитні бої. У цих боях майор азербайджанської армії, умілий і мужній командир А. Давидович був прикладом для своїх підлеглих, завдаючи противнику удар за ударом. Збройні формування ворога зазнали відчутних втрат від військ під командуванням майора А. Давидовича. Анатолій виявив винятковий героїзм у боях, коли азербайджанська армія перейшла в наступ в Агдамському напрямку. Біля села Нахіджеванік молодий майор особисто знищив кілька одиниць ворожої бойової техніки, запекло боровся з супротивником.
У цьому бою А. Давидович був важко поранений у голову, втратив багато крові. Його терміново госпіталізували в центральний госпіталь у Баку, але старання лікарів не принесли позитивних результатів. 13 червня 1992 року майор А. Давидович помер, не приходячи до тями. Похований на своїй Батьківщині, у Слуцьку.
Указом президента Азербайджанської Республіки № 24 від 3 липня 1992 року майору Давидовичу Анатолію Миколайовичу було присвоєно звання Національного Героя Азербайджану (посмертно).

## Пам'ять
Іменем А. М. Давидовича названа вулиця в місті Гянджа, там же 10 квітня 2015 року встановлено меморіальну дошку на його честь.